# Balto

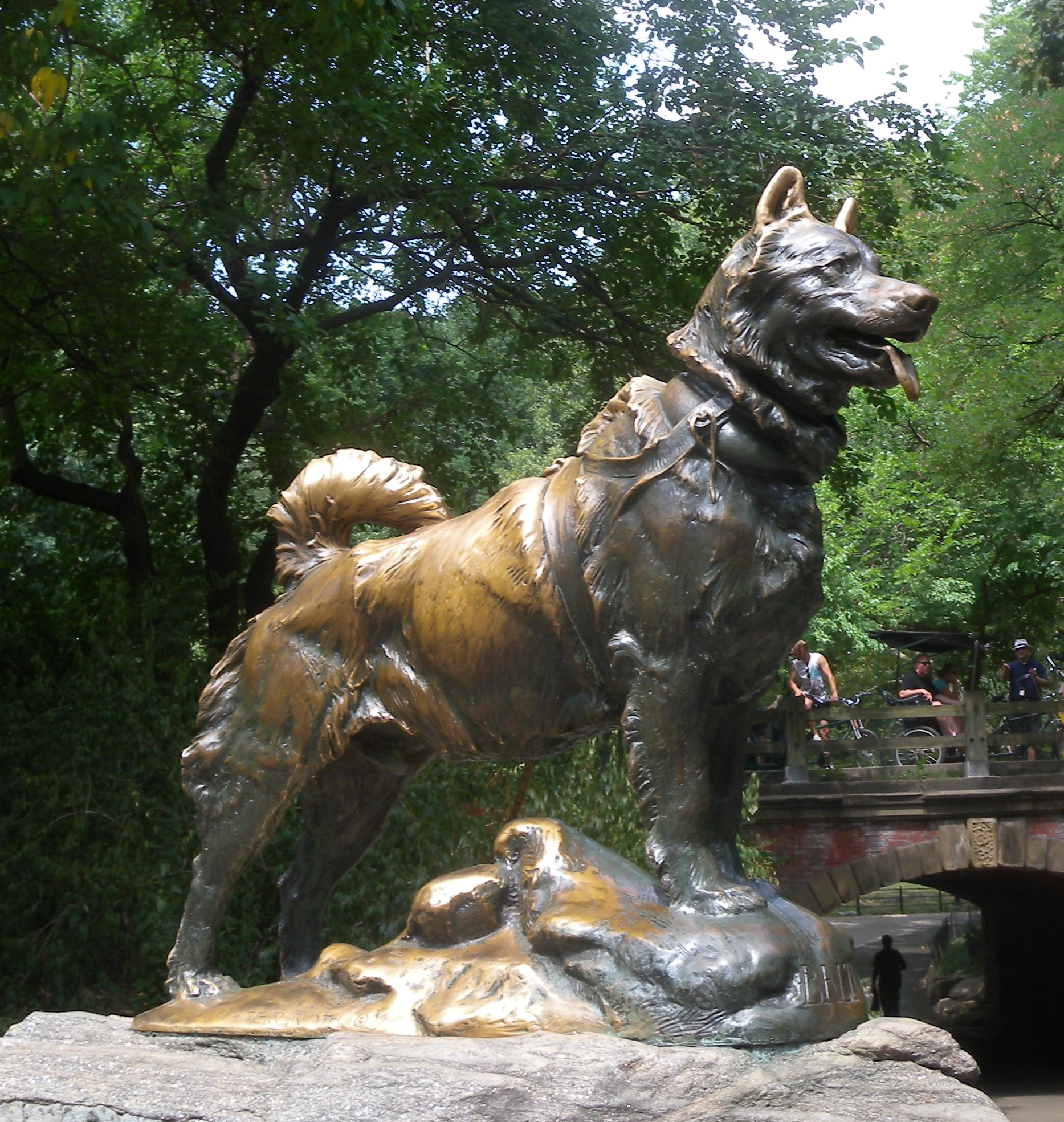
Staty av Balto av Frederick Roth i Central Park i New York

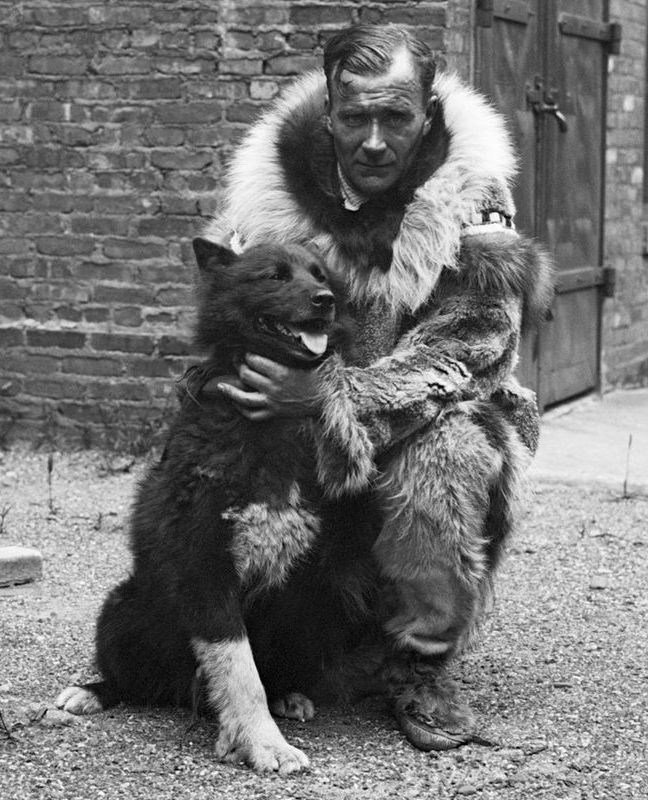
Balto med Gunnar Kaasen

Balto, född 1919 i Alaska, död 14 mars 1933, var en svart slädhund av rasen siberian husky som ledde sitt spann under slutfasen av en äventyrlig serumtransport till Nome i Alaska i januari 1925, då difterimotgift fraktades från Anchorage i Alaska till Nenana med tåg och sedan till Nome med hjälp av en kedja av hundspann. Denna bedrift uppmärksammades världen över, bland annat anordnas en slädhundstävling i Alaska varje år. Balto fick sitt namn efter den norske samen och upptäckaren Samuel Balto.
I januari 1925 hade en pojke dött i difteri, och två dagar senare hade sju personer till insjuknat. Botemedlet mot difteri var serum, men det tog snabbt slut för de 1500 invånarna i staden. Med hjälp av järnvägen kunde man frakta difteriserumet från Ancorage 150 mil från Nome till Nenana. Dock var vägen ändå från Nome till Nenana över 100 mil. De två flygplan som fanns i Alaska kunde inte användas i den mycket låga temperaturen.  Det bestämdes att ett flertal hundspann skulle användas för att hämta det tio kilo tunga paketet och frakta medicinen till Nome. 
Den 27 januari gav sig det första hundspannet ut i nattens mörker från Nenana i en temperatur på lägre än -40 grader Celsius. Dagen efter gav sig den kända slädhundsföraren Leonhard Seppala ut från Nome för att möta serumtransporten halvvägs. Den sträcka som brukade ta 25 dagar att tillryggalägga i goda väderförhållanden lyckades nu hundar och slädförare ta sig igenom på otroliga fem dygn natt och dag, denna gång under bistra förhållanden med temperaturer runt -30 till -40 grader Celsius och ett flertal snöstormar. De hundar som körde större delen av dessa sträckor var siberian huskies, bland andra ledarhunden Balto, som förde den viktiga lasten med medicinen den sista sträckan till Nome. Slädförare för den sträckan var Gunnar Kaasen.
För att hedra hundarnas insatser restes en staty av Balto i Central Park i New York. På sockeln till statyn står det skrivet "Tillägnad den obetvingliga viljan hos de slädhundar som förde serum 100 mil på svårframkomlig is över förrädiska vatten genom arktiska snöstormar från Nenana till det drabbade Nome vintern 1925. Uthållighet Lojalitet Rådighet"
År 1995 hade den animerade filmen Balto, som är baserad på hundens prestationer, premiär.